# Phytomyptera spathulata
Phytomyptera spathulata är en tvåvingeart som beskrevs av Robineau-desvoidy 1850. Phytomyptera spathulata ingår i släktet Phytomyptera och familjen parasitflugor.
Artens utbredningsområde är Frankrike. Inga underarter finns listade i Catalogue of Life.